# Ali Nazem
Ali Nazem (Tabriz, 24 novembre 1906 - Bakou, 23 août 1941) est un poète, écrivain et critique littéraire azerbaïdjanais.